# Ponthaux
Ponthaux är en ort och kommun i distriktet Sarine i kantonen Fribourg, Schweiz. Kommunen hade 806 invånare (2023).